# Seiji Inagaki
Seiji Inagaki (Japón, 28 de abril de 1973) es un atleta japonés retirado especializado en la prueba de 4x400 m, en la que consiguió ser medallista de bronce mundial en pista cubierta en 1995.

## Carrera deportiva
En el Campeonato Mundial de Atletismo en Pista Cubierta de 1995 ganó la medalla de bronce en los relevos de 4x400 metros, llegando a meta en un tiempo de 3:09.73 segundos, tras Estados Unidos (oro) e Italia (plata). 
Participó en la carrera San Diego One Day, que consiste en correr 160 Kilómetros en 24 horas.